# Sadik Fofana
Pour les articles homonymes, voir Fofana.
Sadik Fofana, né le 16 mai 2003 à Aix-la-Chapelle en Allemagne, est un footballeur international togolais. Il évolue au poste de défenseur central au Grazer AK.

## Biographie

### En club
Né à Aix-la-Chapelle en Allemagne Sadik Fofana est notamment formé par le Alemannia Aachen et le Bayer Leverkusen. Il commence toutefois sa carrière au FC Nuremberg, y étant prêté lors de l'été 2022 pour une saison. 
Il joue son premier match en professionnel le 23 juillet 2022, à l'occasion d'une rencontre de championnat face au SpVgg Greuther Fürth. Il entre en jeu à la place de Johannes Geis et son équipe s'impose par deux buts à zéro.
Le 25 juillet 2023, Sadik Fofana rejoint le Fortuna Sittard sous la forme d'un prêt d'une saison.
Il joue son premier match pour le club le 21 octobre 2023, lors d'une rencontre de championnat face au PSV Eindhoven. Il entre en jeu et son équipe est battue par trois buts à un.

### En sélection
En novembre 2023, Sadik Fofana est convoqué pour la première fois avec l'équipe nationale du Togo par le sélectionneur Paulo Duarte. Mais il ne joue aucun match lors de ce rassemblement. Il est rappelé en mars 2024 et honore sa première sélection lors de ce rassemblement, le 22 mars 2024, lors d'un match amical contre le Niger. Il est titularisé et son équipe s'impose par deux buts à un.